# Persone di cognome Agostini
| Questa pagina contiene informazioni ricavate automaticamente dalle voci biografiche con l'ausilio del template Bio e di un bot. L'aggiornamento è periodico e automatico e ricostruisce completamente la pagina. Se manca una persona in questa lista, sei pregato di non aggiungerla, ma accertati piuttosto che la sua voce biografica contenga il template Bio e che i dati anagrafici siano correttamente compilati. Se il template Bio manca, inseriscilo tu stesso o, in alternativa, metti l'avviso {{tmp\|Bio}} che ne segnala la mancanza. Se i dati riportati sono sbagliati, correggi direttamente la voce biografica; le modifiche saranno visibili in questa lista entro pochi giorni. Per chiarimenti vedi il progetto antroponimi. La lista contiene solo le 52 persone che sono citate nell'enciclopedia e per le quali è stato implementato correttamente il template Bio. Pagina aggiornata al 17 ott 2024. |

Questa è una lista di persone presenti nell'enciclopedia che hanno il cognome Agostini, suddivise per attività principale.

## Allenatori di calcio(2)
- Alessandro Agostini, allenatore di calcio e ex calciatore italiano (Vinci, n. 1979)
- Massimo Agostini, allenatore di calcio, ex calciatore e ex giocatore di beach soccer italiano (Rimini, n. 1964)

## Antiquari(1)
- Leonardo Agostini, antiquario, numismatico e archeologo italiano (Boccheggiano, n. 1593 - † 1676)

## Attori(1)
- Franco Agostini, attore e doppiatore italiano (Genova, n. 1940)

## Attrici(1)
- Francesca Agostini, attrice italiana (Pistoia, n. 1990)

## Biblisti(1)
- Stefano Agostini, biblista e patriota italiano (Enego, n. 1797 - Padova, † 1877)

## Calciatori(3)
- Domenico Agostini, ex calciatore italiano (Ascoli Piceno, n. 1964)
- Paolo Agostini, ex calciatore italiano (Roma, n. 1976)
- Rodolfo Agostini, calciatore e allenatore di calcio italiano (Viareggio, n. 1916 - Firenze, † 1975)

## Canoisti(1)
- Dante Agostini, canoista italiano (Roma, n. 1923)

## Cantautori(1)
- Sergio Agostini, cantautore, compositore e paroliere italiano (Roma)

## Cantori(1)
- Lodovico Agostini, cantore e compositore italiano (Ferrara, n. 1534 - Ferrara, † 1590)

## Cardinali(2)
- Domenico Agostini, cardinale e patriarca cattolico italiano (Treviso, n. 1825 - Venezia, † 1891)
- Stefano Agostini, cardinale italiano (Forlì, n. 1614 - Roma, † 1683)

## Cestisti(1)
- Dimitri Agostini, ex cestista italiano (Pietrasanta, n. 1976)

## Ciclisti su strada(1)
- Stefano Agostini, ex ciclista su strada italiano (Udine, n. 1989)

## Compositori(3)
- Mezio Agostini, compositore italiano (Fano, n. 1875 - Fano, † 1944)
- Paolo Agostini, compositore e organista italiano (Vallerano, n. 1583 - Roma, † 1629)
- Pietro Simone Agostini, compositore italiano (Mombaroccio - Parma, † 1680)

## Compositori di scacchi(1)
- Valerio Agostini, compositore di scacchi italiano (Perugia, n. 1954)

## Direttori della fotografia(2)
- Claude Agostini, direttore della fotografia francese (Parigi, n. 1936 - Saintes, † 1995)
- Philippe Agostini, direttore della fotografia, regista e sceneggiatore francese (Parigi, n. 1910 - Parigi, † 2001)

## Farmacisti(1)
- Livio Agostini, farmacista e politico italiano (n. 1883)

## Fisici(1)
- Pierre Agostini, fisico francese (Tunisi, n. 1941)

## Fumettisti(1)
- Angelo Agostini, fumettista, illustratore e giornalista italiano (Vercelli, n. 1843 - Rio de Janeiro, † 1910)

## Generali(1)
- Augusto Agostini, generale e agronomo italiano (Perugia, n. 1895 - † 1955)

## Giornalisti(1)
- Angelo Agostini, giornalista e saggista italiano (Trento, n. 1959 - Feltre, † 2014)

## Letterati(2)
- Ludovico Agostini, letterato italiano (Pesaro, n. 1536 - Gradara, † 1609)
- Niccolò degli Agostini, letterato italiano (Venezia)

## Matematici(1)
- Amedeo Agostini, matematico italiano (Capugnano di Porretta Terme, n. 1892 - Livorno, † 1958)

## Mezzofondisti(3)
- Andrea Agostini, ex mezzofondista e fondista di corsa in montagna italiano (Breno, n. 1970)
- Marco Agostini, ex mezzofondista e fondista di corsa in montagna italiano (Breno, n. 1968)
- Paolo Agostini, ex mezzofondista e fondista di corsa in montagna italiano (Breno, n. 1965)

## Militari(2)
- Alberto Agostini, militare e aviatore italiano (Rosignano Marittimo, n. 1911 - Lechemti, † 1936)
- Emo Agostini, militare italiano (Isola di Fano, n. 1893 - battaglia di Cheren, † 1941)

## Organisti(1)
- Giuseppe Agostini, organista, direttore di coro e compositore italiano (Supino, n. 1930 - Frosinone, † 2020)

## Pallanuotisti(2)
- Alberto Agostini, pallanuotista italiano (Genova, n. 1995)
- Filippo Agostini, pallanuotista italiano (Genova, n. 1992)

## Patriarchi cattolici(1)
- Carlo Agostini, patriarca cattolico italiano (San Martino di Lupari, n. 1888 - Venezia, † 1952)

## Patrioti(1)
- Cesare Agostini, patriota e politico italiano (Foligno, n. 1803 - Londra, † 1854)

## Piloti automobilistici(1)
- Riccardo Agostini, pilota automobilistico italiano (Padova, n. 1994)

## Piloti motociclistici(2)
- Duilio Agostini, pilota motociclistico italiano (Mandello del Lario, n. 1926 - Mandello del Lario, † 2008)
- Giacomo Agostini, pilota motociclistico italiano (Brescia, n. 1942)

## Pittori(1)
- Giovanni Antonio Agostini, pittore e intagliatore italiano (Fielis, n. 1550 - Udine, † 1631)

## Poeti(1)
- Emilio Agostini, poeta italiano (Sassetta, n. 1874 - Rio nell'Elba, † 1941)

## Politiche(1)
- Roberta Agostini, politica italiana (Pesaro, n. 1966)

## Politici(5)
- Cesare Agostini, politico e psichiatra italiano (Perugia, n. 1864 - Perugia, † 1942)
- Gerardo Agostini, politico italiano (Monteleone di Fermo, n. 1919 - Gallicano nel Lazio, † 2012)
- Giulio Agostini, politico italiano (Perugia, n. 1892 - Perugia, † 1978)
- Luciano Agostini, politico italiano (Rotella, n. 1958)
- Mauro Agostini, politico e dirigente d'azienda italiano (Narni, n. 1952)

## Presbiteri(1)
- Zefirino Agostini, presbitero italiano (Verona, n. 1813 - Verona, † 1896)